# Руднев, Владимир Владимирович
Владимир Владимирович Ру́днев (1918 — 1985) — советский конструктор взрывателей.

## Биография
Родился 26 марта 1918 года в Петрограде. Окончил математико-механический факультет ЛГУ имени А. А. Жданова (1940). Работал в ЦКБ-22 (НИИ «Поиск»): инженер—конструктор, начальник КБ, в 1953—1969 первый заместитель директора НИИ «Поиск» по научной работе.
В 1940 годах участник создания взрывателей ГВМЗ-7 для 160-мм миномёта и В-24 для боеприпасов РСЗО БМ-24.
В последующие годы под его руководством разработаны взрыватели для реактивных снарядов и ракет.
Доктор технических наук (1965), профессор (1970).
В 1950—1985 годах на научно-преподавательской работе на кафедре взрывателей ЛВМИ.
Умер 24 ноября 1985 года в Ленинграде. Похоронен на Богословском кладбище Санкт-Петербурга.

## Награды и премии
- Сталинская премия второй степени (1951) — за работу в области машиностроения (взрыватель В-24)
- орден Октябрьской революции
- орден Трудового Красного Знамени
- орден Красной Звезды